# Pune
Pune (phát âm tiếng Marathi: [puɳe] tiếng Anh:  /ˈpuːnə/; viết là Poona trong thời kỳ đô hộ của Anh) là thành phố lớn thứ nhì ở bang Maharashtra và là thành phố đông dân thứ bảy Ấn Độ. Thành phố tọa lạc ở độ cao 560 mét (1.837 foot) trên mực nước biển trên cao nguyên Decca ở hữu ngạn của sông Mutha, Pune là trụ sở hành chính của huyện Pune và từng là trung tâm quyền lực của Đế quốc Maratha do Shivaji thành lập. Vào thế kỷ 18, Pune là trung tâm chính trị của tiểu lục địa Ấn Độ, là thủ phủ của Peshwas, thủ tướng của đế quốc Maratha.
Được xem là thủ đô văn hoá của Maharashtra, Pune được gọi là "Oxford về phương Đông" do có sự hiện diện của một số cơ sở giáo dục nổi tiếng trong thành phố. Thành phố này nổi lên như một trung tâm giáo dục chính trong những thập kỷ gần đây, với gần một nửa tổng số sinh viên quốc tế trong nước đang theo học tại Pune. Kể từ những năm 1950 và 1960, Pune đã có một nền tảng kinh tế cổ xưa truyền thống vì hầu hết các ngành công nghiệp cũ vẫn tiếp tục phát triển. Thành phố được biết đến với các ngành sản xuất ô tô, cũng như các viện nghiên cứu về công nghệ thông tin, giáo dục, quản lý và đào tạo, thu hút sinh viên và các chuyên gia từ Ấn Độ, Đông Nam Á, Trung Đông và Châu Phi. Một số trường cao đẳng ở Pune có chương trình trao đổi sinh viên với các trường cao đẳng ở Châu Âu. Trò chơi cầu lông được phát triển ở Pune và tên trước đây của trò chơi là Poona
Pune là một trong những thành phố phát triển nhanh nhất ở khu vực Châu Á Thái Bình Dương. 'Mercer 2017 Quality of Living Rankings' đánh giá điều kiện sống ở hơn 440 thành phố trên thế giới và xếp Pune ở vị trí thứ 145, đứng thứ hai ở Ấn Độ sau Hyderabad ở vị trí 144. Cùng một nguồn nêu bật Pune trong số các trung tâm kinh doanh đang phát triển và chín thành phố đang nổi lên trên toàn thế giới với trích dẫn "Máy chủ công nghệ thông tin và các công ty ô tô".

## Lịch sử

### Thời kỳ đầu và Trung cổ

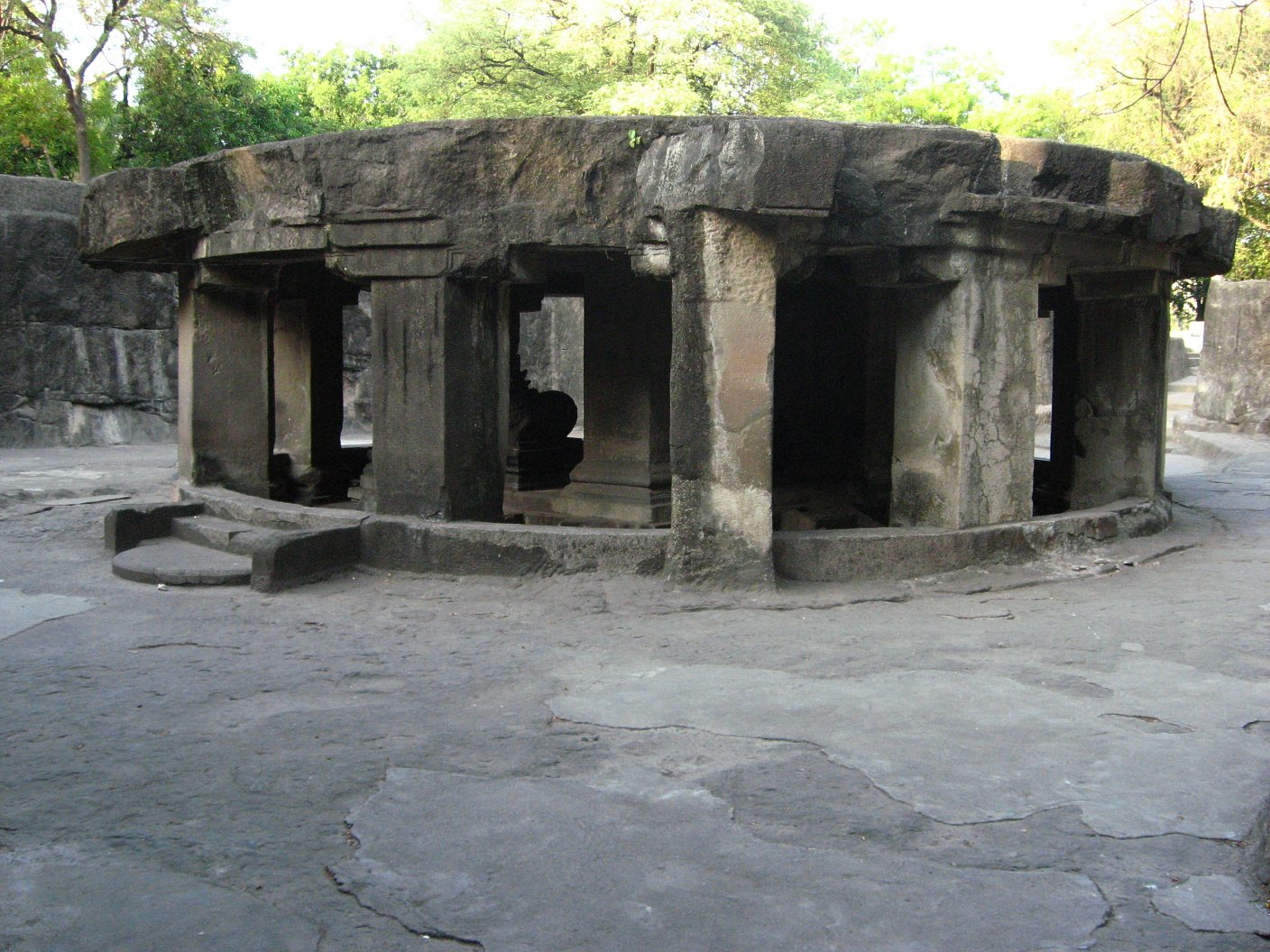
mandapa Nandi tròn tại đền động Pataleshwar, được xây dựng trong triều đại Rashtrakuta.

Các tấm đồng vào năm 858 sau Công nguyên và 868 sau Công nguyên cho thấy vào cuối thế kỷ 8, một khu định cư nông nghiệp được biết đến như Punnaka đã tồn tại nơi Pune hiện nay. Các tấm cho thấy khu vực này được cai trị bởi triều đại Rashtrakuta. Tổ hợp đền thờ đá tảng Pataleshwar được xây dựng trong thời kỳ này. Pune là một phần của lãnh thổ do Seuna Yadavas của Devagiri trị vì từ thế kỷ 9 đến năm 1327. Năm 1595, Maloji Raje Bhosale được cung cấp bởi Vương quốc Ahmadnagar của vua Pune (jagirdari). Pune được cai trị bởi Nhà thờ Hồi giáo Ahmadnagar cho đến khi nó bị các Mughal sáp nhập vào thế kỷ 17.

### Thời kỳ Maratha
Pune là một phần của Jagir (đất phong) cấp cho Maloji Bhosale năm 1599 cho đã phục vụ cho Nizamshahi của Ahmadnagar. Cháu trai của ông, Shivaji, người sáng lập Maratha Empire, sinh ra ở pháo đài Shivneri không xa Pune. Shivaji được mẹ nuôi dưỡng ở Pune. Pune đã thay đổi tay nhiều lần giữa Mughals và Maratha trong khoảng thời gian từ năm 1660 đến năm 1705. Khi Chhatrapati Shahu thành công với ngôi vị Maratha năm 1707, ông muốn tuyên bố Satara vốn nhưng các giám đốc chính của ông, Peshwa, người thực sự có quyền lực ngôi vua, quyết định Pune là trụ sở chính của họ.

### Thời kỳ Bhosale Jahagir
Sau khi thị trấn bị tàn phá bởi các cuộc đột kích của triều đại Adil Shahi vào năm 1630 và một lần nữa giữa 1636 AD và 1647 AD, Dadoji Konddeo, người kế nhiệm Dhadphale, giám sát việc tái thiết thị trấn. Ông đã ổn định hệ thống thu thập và quản lý thu nhập của các khu vực xung quanh Pune và khu vực lân cận của khu vực Maval. Ngoài ra, ông đã phát triển các phương pháp hiệu quả để quản lý tranh chấp và thực thi luật pháp và trật tự. Công tác xây dựng trên Lal Mahal bắt đầu vào năm 1631 AD. Lal Mahal đã được hoàn thành vào năm 1640 sau Công nguyên. Jijabai được cho là đã ủy nhiệm xây dựng đền Kasba Ganapati. Thần tượng Ganesha được thánh hiến tại chùa này được coi là vị thần chủ trì (gramadevata) của thành phố.
Trong cuộc xung đột kéo dài 27 năm giữa Marathas và Mughals, thành phố được Aurangzeb chiếm giữ từ năm 1703 đến năm 1705; trong thời gian này, tên của thị trấn đã được đổi thành "Muhiyabad". Hai năm sau, một lần nữa các Maratha phục hồi pháo đài Sinhagad và sau đó Pune từ Mughals.

### Thời kỳ Peshwa

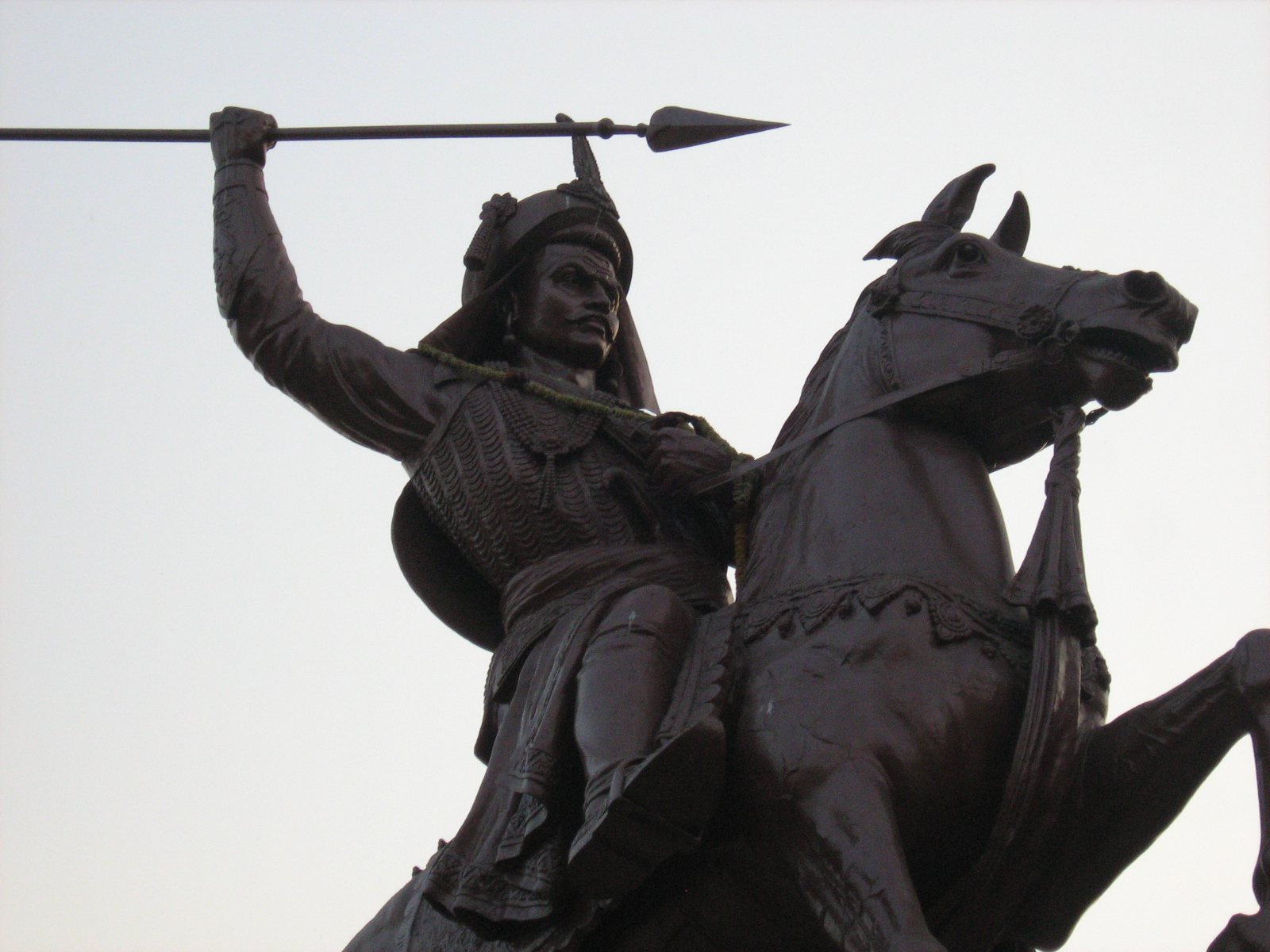
Một bức tượng của Baji Rao I (श्रीमंत बाजीराव पेशवे.) Bên ngoài Shaniwar Wada, người được cho là đã phát triển thành công quyền lực Maratha ở Bắc Ấn Độ (khoảng năm 1730 CE)

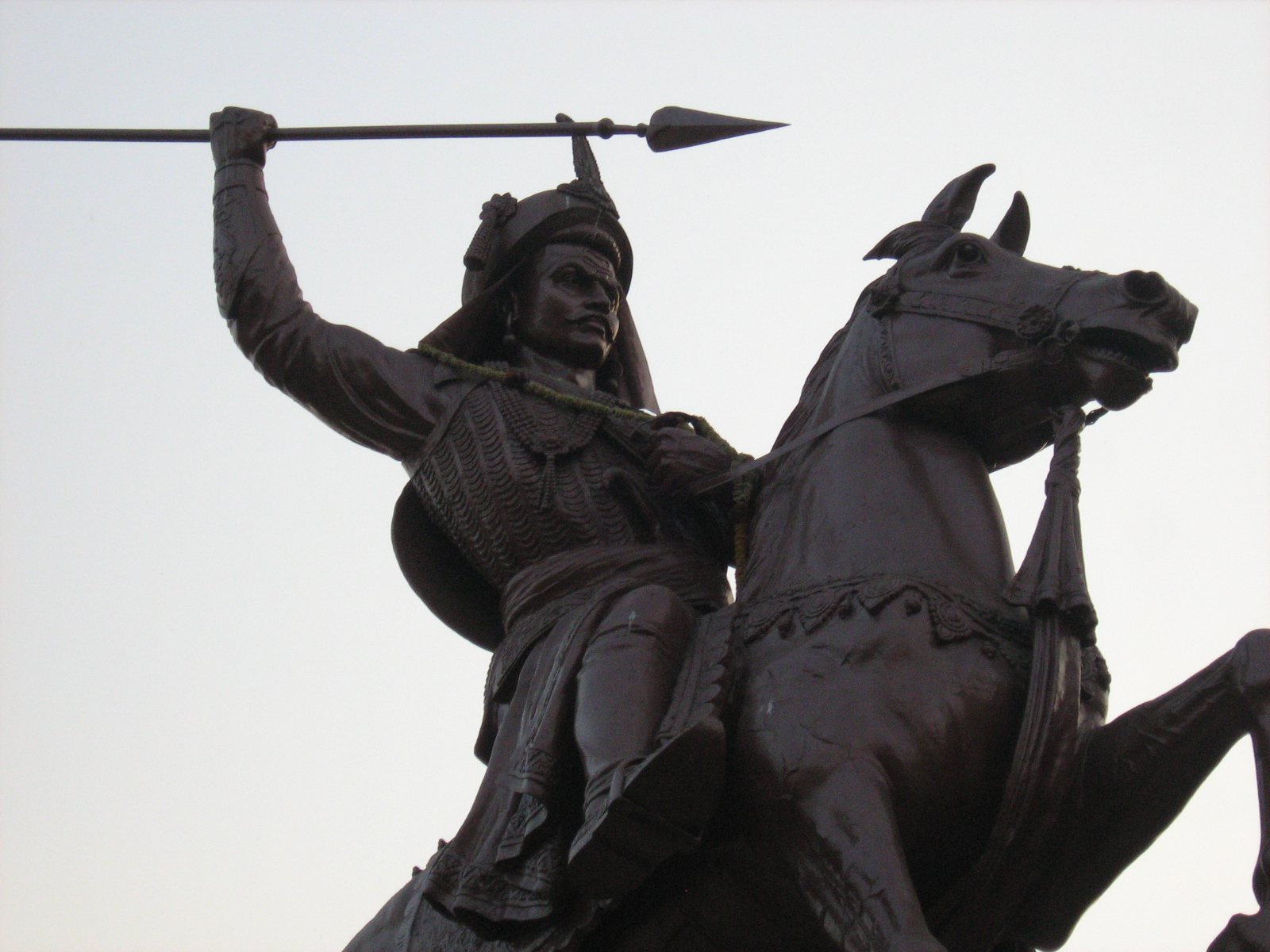
Một đài tưởng niệm tưởng nhớ Peshwa, Shrimant Madhavrao I, người (với sự hỗ trợ của Maharaja Mahadaji Shinde) đã làm sống lại quyền lực Maratha ở Bắc Ấn Độ (khoảng năm 1770 CE)

Năm 1720, Baji Rao I được Chhatrapati Shahu bổ nhiệm Peshwa (Thủ tướng) của Đế chế Maratha bởi Chhatrapati Shahu.. Ông chuyển cơ sở của mình từ Saswad đến Pune năm 1728 và, trong quá trình, đã đặt nền móng cho việc biến thành Kasbah thành một thành phố lớn. Bajirao cũng đã bắt đầu xây dựng Shaniwar Wada ở bờ phải của Sông Mutha Việc xây dựng hoàn thành vào năm 1730, mở ra kỷ nguyên kiểm soát Peshwa của thành phố. Sự bảo trợ của Maratha Peshwas đã dẫn đến sự mở rộng lớn của Pune với việc xây dựng khoảng 250 đền thờ và cầu trong thành phố, bao gồm Lakdi Pul và đền thờ trên đồi Parvati. Nhiều đền Maruti, Vithoba, Vishnu, Mahadeo, Rama, Krishna và Ganesh được xây dựng trong thời kỳ này. Việc xây dựng đền thờ dẫn tới tôn giáo chịu trách nhiệm về khoảng 15% nền kinh tế của thành phố trong giai đoạn này.
Bajirao Peshwa xây dựng một hồ nước ở Katraj ở ngoại ô thành phố và một đường ống dẫn nước ngầm để đưa nước từ hồ đến Shaniwar Wada. [38] Đường ống dẫn nước vẫn hoạt động. Pune thịnh vượng như một thành phố trong thời trị vì của Nanasaheb Peshwa. Ông đã phát triển Saras Baug, Heera Baug, Parvati Hill và các khu thương mại, thương mại và cư trú mới. Sadashiv Peth, Narayan Peth, Rasta Peth và Nana Peth đã được phát triển trong kỷ nguyên này. Ảnh hưởng của Peshwa ở Ấn Độ đã giảm sau khi đánh bại lực lượng Maratha trong Trận Panipat nhưng Pune vẫn là nơi quyền lực. Năm 1802, Pune bị bắt bởi Yashwantrao Holkar trong trận Pune, trực tiếp làm tràn ngập Chiến tranh Anglo-Maratha lần thứ hai năm 1803-1805. Quy tắc Peshwa kết thúc với sự thất bại của Peshwa Bajirao II bởi Công ty Đông Ấn của Anh vào năm 1818.

### Thời kỳ Anh cai trị (1818-1947
Cuộc chiến tranh Anglo-Maratha lần thứ ba nổ ra giữa Marathas và Công ty Đông Ấn của Anh vào năm 1817. Peshwas bị đánh bại tại Trận Khadki (sau đó đánh vần Kirkee) vào ngày 5 tháng 11 gần Pune và thành phố bị người Anh chiếm. Nó được đặt dưới sự quản lý của Tổng thống Bombay và người Anh đã xây dựng một căn cứ quân sự rộng lớn ở phía đông thành phố (nay được quân đội Ấn Độ sử dụng).
Thành phố được biết đến dưới cái tên Poona trong thời kỳ thống trị của Anh. Thành phố Poona được thành lập vào năm 1858. Tuyến đường sắt từ Bombay và được điều hành bởi Tuyến bán đảo Great Indian (GIPR) cũng đã tới thành phố này vào năm 1858. [40] [41] Navi Peth, Ganj Peth (nay đổi tên thành Mahatma Phule Peth) đã được phát triển trong thời nhà Raj của Anh.

#### Trung tâm cải cách xã hội và chủ nghĩa quốc gia
Pune nổi bật gắn liền với cuộc đấu tranh cho sự độc lập của Ấn Độ. Trong khoảng thời gian từ năm 1875 đến năm 1910, thành phố này là một trung tâm kích động lớn do Gopal Krishna Gokhale và Bal Gangadhar Tilak lãnh đạo. Thành phố cũng là một trung tâm cải cách xã hội do Mahatma Jyotirao Phule, nữ quyền Tarabai Shinde, Dhondo Keshav Karve và Pandita Ramabai dẫn đầu. Họ yêu cầu xóa bỏ định kiến giai cấp, quyền bình đẳng cho phụ nữ, sự hòa hợp giữa cộng đồng Hindu và Hồi giáo, và các trường học tốt hơn cho người nghèo  Mohandas Gandhi đã bị giam tại nhà tù Yerwada Central Jail nhiều lần và bị quản thúc tại Cung điện Aga Khan năm 1942-44, nơi cả vợ và phụ tá Mahadev Desai qua đời.

### Pune kể từ khi Ấn Độ độc lập
Sau khi Ấn Độ độc lập năm 1947, Pune đã chứng kiến rất nhiều sự phát triển, chẳng hạn như việc thành lập Học viện Quốc phòng Quốc gia tại Khadakwasla và Phòng thí nghiệm Hóa học Quốc gia ở Pashan. Pune phục vụ như là trụ sở của Bộ Tư lệnh Miền Nam của Quân đội Ấn Độ. Phát triển công nghiệp bắt đầu vào những năm 1950 và 60 ở Hadapsar, Bhosari, Pimpri và Parvati. Telco (hiện nay là Tata Motors) bắt đầu hoạt động vào năm 1961, đã tạo ra một sự tăng cường lớn cho ngành ô tô.
Năm 1990, Pune bắt đầu thu hút vốn đầu tư nước ngoài, đặc biệt trong ngành công nghệ thông tin và kỹ thuật. Các doanh nghiệp mới như trồng hoa, chế biến thực phẩm và nhà máy rượu vang bắt đầu rải rác khắp thành phố. Năm 1998, công việc trên đường cao tốc Mumbai-Pune sáu làn xe bắt đầu, và đã hoàn thành vào năm 2001. Công viên IT được thành lập tại Aundh, Hinjawadi và Wagholi. Trong năm 2008, Commonwealth Youth Games đã diễn ra tại Pune, khuyến khích phát triển thêm ở khu vực phía tây bắc của thành phố. Vụ nổ bây giờ được cho là IED sử dụng hỗn hợp dầu chứa amoni nitrat. Vụ nổ này là lần đầu tiên trong môi trường tương đối an toàn của Pune.

## Địa lý

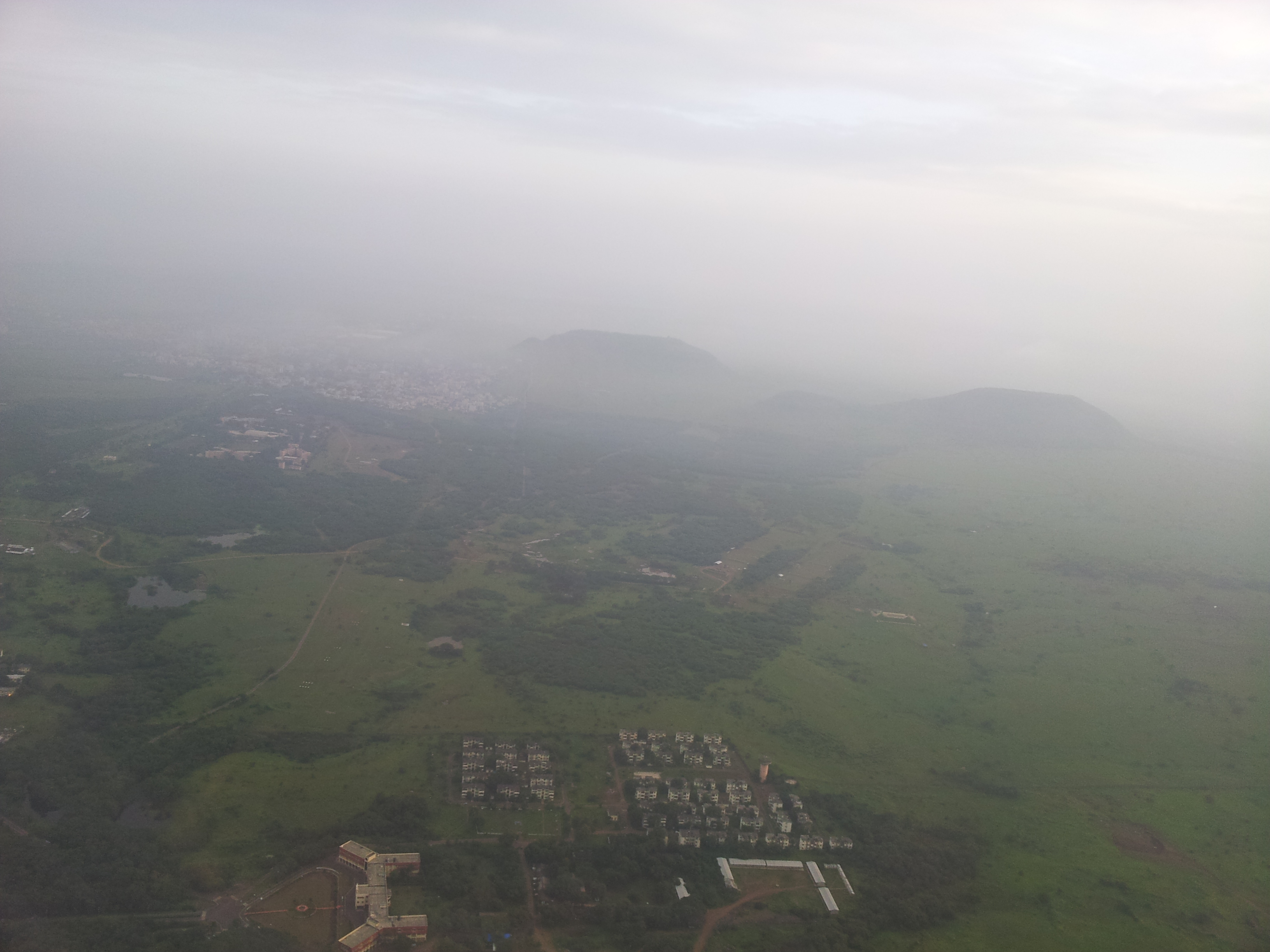
Cảnh nhin từ trên không của Pune gần sân bay

Pune ở độ cao 560 m (1.840 ft) trên mực nước biển ở rìa phía tây của cao nguyên Deccan. Đó là ở phía dưới gió của dãy núi Sahyadri, tạo thành một rào cản từ biển Ả Rập. Đây là một thành phố đồi, với ngọn đồi cao nhất của nó, Đồi Vetal, tăng lên đến 800 m (2.600 ft) trên mực nước biển. Ngay bên ngoài thành phố, pháo đài Sinhagad ở độ cao 1.300 mét (4.300 feet). Nó nằm giữa 18 ° 32 "vĩ độ Bắc và 73 ° 51" kinh độ Đông. Pune cách Delhi Delhi 1.533 km (953 dặm), cách Bangalore 844 km và cách Mumbai 53 km về phía đông nam.
Trung tâm Pune nằm ở hợp lưu sông Mula và sông Mutha. Các sông Pavana và Indrayani, các chi lưu của sông Bhima, đi qua các vùng ngoại ô phía tây bắc của Pune đô thị. tổng diện tích của thành phố là 729 kilômét vuông (281 dặm vuông).

### Khí hậu
| Dữ liệu khí hậu của Pune                | Dữ liệu khí hậu của Pune | Dữ liệu khí hậu của Pune | Dữ liệu khí hậu của Pune | Dữ liệu khí hậu của Pune | Dữ liệu khí hậu của Pune | Dữ liệu khí hậu của Pune | Dữ liệu khí hậu của Pune | Dữ liệu khí hậu của Pune | Dữ liệu khí hậu của Pune | Dữ liệu khí hậu của Pune | Dữ liệu khí hậu của Pune | Dữ liệu khí hậu của Pune | Dữ liệu khí hậu của Pune |
| Tháng                                   | 1                        | 2                        | 3                        | 4                        | 5                        | 6                        | 7                        | 8                        | 9                        | 10                       | 11                       | 12                       | Năm                      |
| --------------------------------------- | ------------------------ | ------------------------ | ------------------------ | ------------------------ | ------------------------ | ------------------------ | ------------------------ | ------------------------ | ------------------------ | ------------------------ | ------------------------ | ------------------------ | ------------------------ |
| Cao kỉ lục °C (°F)                      | 35.3 (95.5)              | 38.9 (102.0)             | 42.8 (109.0)             | 43.3 (109.9)             | 43.3 (109.9)             | 41.7 (107.1)             | 36.0 (96.8)              | 35.0 (95.0)              | 36.1 (97.0)              | 37.8 (100.0)             | 36.1 (97.0)              | 35.0 (95.0)              | 43.3 (109.9)             |
| Trung bình ngày tối đa °C (°F)          | 30.3 (86.5)              | 32.8 (91.0)              | 36.0 (96.8)              | 38.1 (100.6)             | 37.2 (99.0)              | 32.1 (89.8)              | 28.3 (82.9)              | 27.5 (81.5)              | 29.3 (84.7)              | 31.8 (89.2)              | 30.5 (86.9)              | 29.6 (85.3)              | 32.0 (89.6)              |
| Trung bình ngày °C (°F)                 | 20.5 (68.9)              | 22.0 (71.6)              | 25.6 (78.1)              | 28.8 (83.8)              | 29.7 (85.5)              | 27.4 (81.3)              | 25.3 (77.5)              | 24.5 (76.1)              | 25.1 (77.2)              | 25.0 (77.0)              | 22.3 (72.1)              | 20.2 (68.4)              | 24.7 (76.5)              |
| Tối thiểu trung bình ngày °C (°F)       | 11.4 (52.5)              | 12.7 (54.9)              | 16.5 (61.7)              | 20.7 (69.3)              | 22.5 (72.5)              | 22.9 (73.2)              | 22.0 (71.6)              | 21.4 (70.5)              | 20.7 (69.3)              | 18.8 (65.8)              | 14.7 (58.5)              | 12.0 (53.6)              | 18.0 (64.4)              |
| Thấp kỉ lục °C (°F)                     | 1.7 (35.1)               | 3.9 (39.0)               | 7.2 (45.0)               | 10.6 (51.1)              | 13.8 (56.8)              | 17.0 (62.6)              | 18.9 (66.0)              | 17.2 (63.0)              | 13.2 (55.8)              | 9.4 (48.9)               | 4.6 (40.3)               | 3.3 (37.9)               | 1.7 (35.1)               |
| Lượng Giáng thủy trung bình mm (inches) | 0 (0)                    | 0.5 (0.02)               | 5.3 (0.21)               | 16.6 (0.65)              | 40.6 (1.60)              | 116.1 (4.57)             | 187.2 (7.37)             | 122.3 (4.81)             | 120.1 (4.73)             | 77.9 (3.07)              | 30.2 (1.19)              | 4.8 (0.19)               | 721.7 (28.41)            |
| Số ngày giáng thủy trung bình           | 0.0                      | 0.1                      | 0.6                      | 1.1                      | 2.8                      | 7.5                      | 12.8                     | 10.6                     | 7.4                      | 4.6                      | 2.0                      | 0.4                      | 49.9                     |
| Độ ẩm tương đối trung bình (%)          | 56                       | 46                       | 36                       | 36                       | 48                       | 70                       | 79                       | 82                       | 78                       | 64                       | 58                       | 58                       | 59                       |
| Số giờ nắng trung bình tháng            | 291.4                    | 282.8                    | 300.7                    | 303.0                    | 316.2                    | 186.0                    | 120.9                    | 111.6                    | 177.0                    | 248.0                    | 270.0                    | 288.3                    | 2.895,9                  |
| Nguồn 1: IMD (1951-1980)                |                          |                          |                          |                          |                          |                          |                          |                          |                          |                          |                          |                          |                          |
| Nguồn 2: NOAA (nắng, độ ẩm 1971–1990)   |                          |                          |                          |                          |                          |                          |                          |                          |                          |                          |                          |                          |                          |